# Sarasota Clay Court Classic
Il Sarasota Clay Court Classic è stato un torneo femminile di tennis che si è disputa a Sarasota negli USA. Si è giocato nel 2002 e 2003 su campi in terra verde. Nel 1973 ha assunto il nome di USLTA Sarasota perché appartenente allo USLTA Tour.

## Albo d'oro

### Singolare
| Anno | Campionessa        | Finalista        | Punteggio |
| ---- | ------------------ | ---------------- | --------- |
| 1973 | Chris Evert        | Evonne Goolagong | 6-3, 6-2  |
| 1974 | Chris Evert        | Evonne Goolagong | 6-4, 6-0  |
| 1975 | Billie Jean King   | Chris Evert      | 6-2, 6-3  |
| 1976 | Chris Evert        | Evonne Goolagong | 6-3, 6-0  |
| 2002 | Jelena Dokić       | Tat'jana Panova  | 6–2, 6–2  |
| 2003 | Anastasija Myskina | Alicia Molik     | 6–4, 6–1  |

### Doppio
| Anno | Campionesse                      | Finaliste                            | Punteggio        |
| ---- | -------------------------------- | ------------------------------------ | ---------------- |
| 1973 | Patti Hogan Sharon Walsh         | Martina Navrátilová Marie Neumannová | 4-6, 6-0, 6-3    |
| 1974 | Chris Evert Evonne Goolagong     | Tory Ann Fretz Cecilia Martinez      | 6-2, 6-2         |
| 1975 | Chris Evert Billie Jean King     | Betty Stöve Virginia Wade            | 6-4, 6-2         |
| 1976 | Martina Navrátilová Betty Stöve  | Mona Guerrant Ann Kiyomura           | 6-1, 6-0         |
| 2002 | Jelena Dokić Elena Lichovceva    | Els Callens Conchita Martínez        | 6(5)–7, 6–3, 6–3 |
| 2003 | Liezel Huber Martina Navrátilová | Shinobu Asagoe Nana Miyagi           | 7–6(8), 6–3      |